# Arwystli

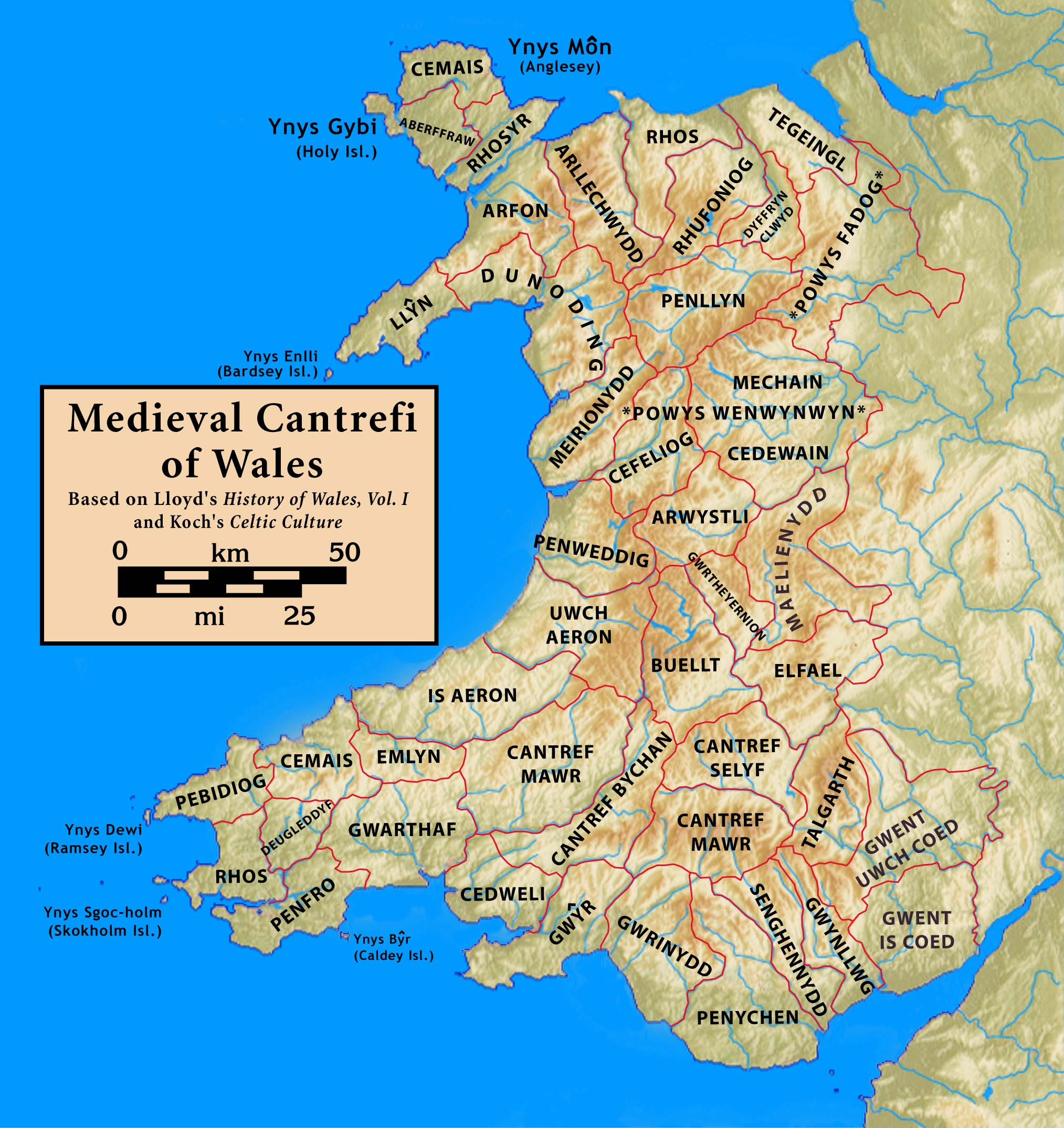
Die mittelalterlichen Cantrefi in Wales

Arwystli war ein historisches Königreich und Cantref in Wales. 

## Geographie
Das Gebiet lag am Oberlauf des Severn in Zentralwales. Im Osten grenzte es an Powys und im Nordwesten an Gwynedd. An das südlich angrenzende Deheubarth war es durch den Gebirgszug der Pumlumon Range getrennt. Das Gebiet bestand im Mittelalter zu großen Teilen nur aus unfruchtbarem Moorland und war in die beiden Commotes Arwystli Iscoed und Arwystly Uwchcoed unterteilt.

## Geschichte
Arwystli war jahrhundertelang zwischen den angrenzenden Königreichen Powys und Gwynedd umstritten. Der erste bekannte Herrscher war Trahern ap Caradog, der vermutlich einer Nebenlinie der Könige von Powys entstammte. Er war Herrscher von Arwystli und Cydewain und wurde als Nachfolger seines Cousins Bleddyn ap Cynfyn 1075 auch König von Gwynedd. 1081 wurde er jedoch in der Schlacht von Mynydd Carn getötet. Vermutlich wurde Arwystli nach seinem Tod von Shrewsbury aus von dem normannischen Earl Roger de Montgomerie erobert. Auch der Normanne Robert of Rhuddlan, der Nordostwales erobert hatte, erhob Ansprüche auf das Gebiet. Vermutlich nach dem Sturz von Robert of Bellême, des Earls of Shrewsbury, fiel Arwystli 1102 an Llywarch ap Trahern, einen der Söhne von Trahern ap Caradog. 

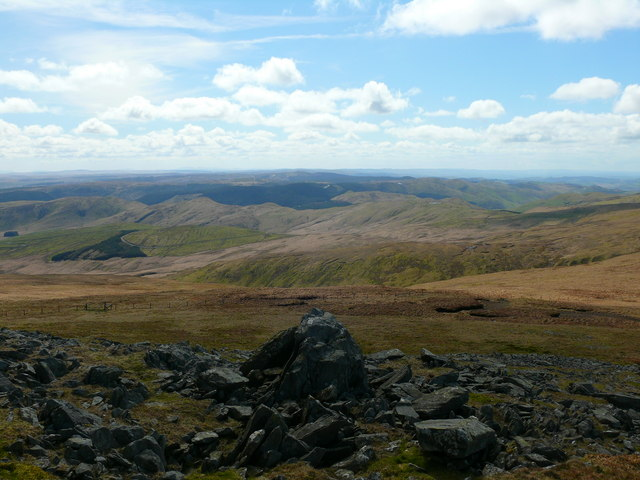
Der Gebirgszug der Pumlumon Range im Süden Arwystlis

Ähnlich wie in Powys zu Beginn des 12. Jahrhunderts fand nach dem Tod von Llywarch ap Trahaern um 1130 innerhalb der Fürstenfamilie ein grausamer Machtkampf statt, bei dem mindestens neun männliche Angehörige der Familie ermordet oder entmannt und geblendet wurden. In dem Machtkampf konnte sich schließlich Hywel ab Ieuaf, ein Urenkel von Trahern ap Caradog, durchsetzen. Er bezeichnete sich um 1143 als König, doch schließlich musste er die Oberherrschaft von Powys anerkennen. Wie Madog ap Maredudd von Powys unterstützte er 1157 den englischen König Heinrich II. bei dessen Feldzug gegen Gwynedd. Er blieb bis 1185 Herrscher von Arwystli. Ihm folgte sein Sohn Owain o’r Brithdir, nach dessen Tod 1197 wurde Arwystli von Powys Wenwynwyn besetzt. 
Danach teilte Arwystli das Schicksal von Powys Wenwynwyn und wurde wie dieses wiederholt und jahrelang von Gwynedd besetzt. Ab 1278 kam es wegen Arwystli zwischen Llywelyn ap Gruffydd, dem Fürsten von Wales und Gruffydd ap Gwenwynwyn von Powys Wenwynwyn erneut zum Streit, der schließlich mit zum Grund für die endgültige Eroberung von Wales durch König Eduard I. wurde. Nach der englischen Eroberung blieb Arwystli ein Teil von Powys Wenwynwyn, der späteren Baronie Powys, die 1536 in der Grafschaft Montgomeryshire aufging.